# Глинное (Краснинский район)
Глинное — деревня в Краснинском районе Смоленской области России. Входит в состав Нейковского сельского поселения. Население — 12 жителей (2007 год). 

## География
Расположена в западной части области в 18 км к западу от Красного, в 17 км южнее автодороги М1 «Беларусь», на берегу реки Мерея. В 16 км северо-восточнее деревни расположена железнодорожная станция О.п. 478-й км на линии Москва — Минск.

## История
Упоминается в 1669 году как деревня в Смоленском воеводстве Великого Княжества Литовского. В "Списке населённых мест Смоленской губернии по сведениям 1859 г." в деревне 8 дворов, и 101 человек населения - 49 мужчин и 52 женщин.
В годы Великой Отечественной войны деревня была оккупирована гитлеровскими войсками в июле 1941 года, освобождена в сентябре 1943 года.